# Kumba calvifrons
Kumba calvifrons es una especie de pez de la familia Macrouridae en el orden de los Gadiformes.

## Morfología
• Los machos pueden llegar alcanzar los 37 cm de longitud total.

## Hábitat
Es un pez de aguas profundas que vive entre 930-960 m de profundidad.

## Distribución geográfica
Se encuentra en las latituds  ecuatoriales de la dorsal mesoatlàntica.